# Championnats panaméricains de cyclisme de 2004
Navigation
Championnats panaméricains 2002 Championnats panaméricains 2005
Les Championnats panaméricains de cyclisme sont les championnats continentaux annuels de cyclisme sur route et sur piste pour les pays membres de la Confédération panaméricaine de cyclisme.
Les compétitions se déroulent du 20 au 27 juin dans l'État de Cojedes, au Venezuela. Les compétitions sur piste se déroulent sur le vélodrome du complexe sportif El Baquiano dans la ville de Tinaquillo, tandis que les municipalités de Tinaquillo et San Carlos sont le théâtre des épreuves sur route.

## Podiums

### Cyclisme sur route
| Épreuves                                | Or                          | Argent                                | Bronze                       |
| --------------------------------------- | --------------------------- | ------------------------------------- | ---------------------------- |
| Compétitions masculines élite           |                             |                                       |                              |
| Course en ligne                         | Manuel Guevara Venezuela    | Jorge Humberto Martínez (en) Colombie | Miguel Ubeto Venezuela       |
| Contre-la-montre                        | José Chacón Venezuela       | José Rujano Venezuela                 | Domingo González Mexique     |
| Compétitions masculines moins de 23 ans |                             |                                       |                              |
| Course en ligne                         | Jackson Rodríguez Venezuela | Miguel Ernesto Chacón Venezuela       | Juan Murillo Venezuela       |
| Contre-la-montre                        | Rafael Infantino Colombie   | Jimm Santos Venezuela                 | Marco Antonio Ortega Mexique |
| Compétitions féminines                  |                             |                                       |                              |
| Course en ligne                         | Yoanka González Cuba        | Yeilien Fernández Cuba                | Danielys García Venezuela    |
| Contre-la-montre                        | Paola Madriñán Colombie     | Marie Rosado Porto Rico               | Yoanka González Cuba         |

### Cyclisme sur piste
| Épreuves                | Or                                                                      | Argent                                                                 | Bronze                                                            |
| ----------------------- | ----------------------------------------------------------------------- | ---------------------------------------------------------------------- | ----------------------------------------------------------------- |
| Compétitions masculines |                                                                         |                                                                        |                                                                   |
| Kilomètre               | Christian Stahl (en) États-Unis                                         | Alexander Cornelies Venezuela                                          | Adam Duvendeck (en) États-Unis                                    |
| Keirin                  | Giddeon Massie États-Unis                                               | Rubén Osorio Venezuela                                                 | Leonardo Narváez Colombie                                         |
| Vitesse individuelle    | Giddeon Massie États-Unis                                               | Jonathan Marín Colombie                                                | Alexander Cornelies Venezuela                                     |
| Vitesse par équipes     | Venezuela Rubén Osorio Alexander Cornelies Johnny Hernández             | États-Unis Giddeon Massie Adam Duvendeck (en) Christian Stahl (en)     | Colombie Jonathan Marín Rodrigo Barros Leonardo Narváez           |
| Poursuite individuelle  | Sebastián Cancio Argentine                                              | Tomás Gil Venezuela                                                    | Fernando Antogna Argentine                                        |
| Poursuite par équipes   | Colombie José Serpa Rafael Infantino Juan Pablo Suárez Andrés Rodríguez | Venezuela Richard Ochoa Tomás Gil Isaac Cañizales Franklin Raúl Chacón | Chili Enzo Cesario Gonzalo Miranda Francisco Cesario José Aravena |
| Course aux points       | Richard Ochoa Venezuela                                                 | Gonzalo Miranda Chili                                                  | Sebastián Cancio Argentine                                        |
| Américaine              | Colombie José Serpa John Fredy Parra                                    | Guatemala Miguel Pérez David Calanche                                  | Chili Enzo Cesario José Aravena                                   |
| Scratch                 | Ángel Darío Colla Argentine                                             | Gonzalo Miranda Chili                                                  | Isaac Cañizales Venezuela                                         |
| Compétitions féminines  |                                                                         |                                                                        |                                                                   |
| 500 mètres              | Tanya Lindenmuth États-Unis                                             | Yumari González Cuba                                                   | Diana García Colombie                                             |
| Keirin                  | Diana García Colombie                                                   | Yumari González Cuba                                                   | Tanya Lindenmuth États-Unis                                       |
| Vitesse individuelle    | Tanya Lindenmuth États-Unis                                             | Yumari González Cuba                                                   | Diana García Colombie                                             |
| Poursuite individuelle  | Yoanka González Cuba                                                    | Sarah Uhl États-Unis                                                   | Dayana Chirinos Venezuela                                         |
| Course aux points       | Sandra Gómez Colombie                                                   | Amelia Blanco République dominicaine                                   | Dayana Chirinos Venezuela                                         |
| Scratch                 | Yumari González Cuba                                                    | Dayana Chirinos Venezuela                                              | Paola Muñoz Chili                                                 |

## Tableau des médailles
63 médailles ont été distribuées lors des compétitions. 
| Rang  | Nation                 | Or | Argent | Bronze | Total |
| ----- | ---------------------- | -- | ------ | ------ | ----- |
| 1     | Colombie               | 6  | 2      | 4      | 12    |
| 2     | Venezuela              | 5  | 8      | 7      | 20    |
| 3     | États-Unis             | 5  | 2      | 2      | 9     |
| 4     | Cuba                   | 3  | 4      | 1      | 8     |
| 5     | Argentine              | 2  | 0      | 2      | 4     |
| 6     | Chili                  | 0  | 2      | 3      | 5     |
| 7     | Guatemala              | 0  | 1      | 0      | 1     |
| -     | Porto Rico             | 0  | 1      | 0      | 1     |
| -     | République dominicaine | 0  | 1      | 0      | 1     |
| 10    | Mexique                | 0  | 0      | 2      | 2     |
| Total | Total                  | 21 | 21     | 21     | 63    |